# Ара (напій)
Ара або Араг (тибетською: ཨ་རག་; вайлі: a-rag; "алкоголь, лікер") — традиційний алкогольний напій, що вживається в Бутані. Ара виготовляється з самородного високогірного ячменю, рису, кукурудзи, проса або пшениці, і може бути або ферментованим, або дистильованим. Напій, як правило, прозорого, кремового або білого кольору.

## Виробництво
Ара найчастіше виготовляється з рису або кукурудзи в приватних будинках або на фермах. Ара може бути або ферментованою, або дистильованою, а в Бутані виробляється та споживається лише приватно. Немає чіткої методології чи вимог до якості напою, а його продаж в Бутані заборонений. Раніше приватні особи продавали ара через крамарів, незважаючи на заборону, і стикалися з жорсткою реакцією уряду. Однак, оскільки ара приносить набагато більший прибуток, ніж інші види кукурудзи, багато фермерів Бутану наполягають на правовій реформі. Тим часом уряд Бутану має намір відмовитись від надмірного споживання алкоголю, зловживань та супутніх захворювань шляхом оподаткування та регулювання.
Ара також виробляється для релігійних цілей, особливо у східному Бутані, де напів використовують у жертвоприношеннях Лхасоеля в певні сприятливі дні. Вважається, що ара хімічно відганяє змій, а іноді місцеві діти носять її як захист.
Завдяки зусиллям уряду скоротити виробництво та споживання ара в районі Лхунце, на сході Бутану, місцеві жителі визнали, що варто вжити заходів для стримування східно-бутанської традиції сильного пиття. Стратегія уряду полягає в тому, щоб поступово скорочувати виробництво та споживання ара аж до повного припинення. Алкоголізм та виробництво ара були найпомітнішими темами політичної дискусії Бутану, особливо на місцевому рівні.

## Споживання
Ара зазвичай вживають гарячим. Закусують часто вершковим маслом, яєчнею, яйцями в сорочечках та рисом.